# Jack Fjeldstad
Jack Fjeldstad, född 24 mars 1915 i Kristiania, död 4 september 2000 i Oslo, var en norsk skådespelare och teaterregissör.

## Biografi
Fjeldstad debuterade 1939 som Trygve i Ansikt til ansikt av Arne Skouen på Søilen Teater. Han var därefter anställd vid Carl Johan Teatret 1942–1943, Stavanger Teater 1945–1946, Det Norske Teatret 1949–1950, Folketeatret 1952–1959, Nationaltheatret 1960–1962 och åter vid Det Norske Teatret 1962–1986. Han hade viktiga roller i George Bernard Shaws Pygmalion, Henrik Ibsens Vildanden, August Strindbergs Fröken Julie och Alf Prøysens Trost i taklampa. 1975 fick han Kritikerprisen för sin tolkning av titelrollen i Harold Pinters Vaktmästaren. Hans begåvning omfattade både drama och komedi, och realistiska uppgifter såväl som utsökt och frodig karikatyrskonst. Han gjorde 1986 sin avskedsföreställning vid Det Norske Teatret, då han spelade Kontraktet av Sławomir Mrożek.
Som regissör är hans viktigaste uppsättningar Andorra av Max Frisch, The Swamp Dwellers av Wole Soyinka och Kristina av Kåre Holt till Tønsbergs 1100-årsjubileum. Han medverkade också i Radioteatret och i över 30 filmer; till hans främsta prestationer på vita duken hör rollen som Jan Baalsrud i Arne Skouens Nio liv (1957).

## Filmografi (urval)
- 1938 – Det drønner gjennom dalen
- 1939 – Gryr i Norden
- 1941 – Den forsvundne pølsemaker
- 1942 – Jeg drepte!
- 1946 – Jag var fånge på Grini
- 1946 – På kant med samhället
- 1949 – Gatpojkar
- 1951 – Vad vore livet utan dig
- 1951 – Kvinnan bakom allt
- 1952 – Nödlandning
- 1952 – Andrine og Kjell
- 1952 – Det kunne vært deg
- 1953 – Selkvinnen
- 1955 – Trost i taklampa
- 1955 – Polisen efterlyser
- 1955 – Hjem går vi ikke
- 1956 – Kvinnens plass
- 1957 – Nio liv
- 1960 – Det store varpet
- 1965 – Lianbron
- 1966 – Skrift i sne
- 1968 – Bare et liv - historien om Fridjof Nansen
- 1979 – Det stora arvet
- 1987 – Efter Rubicon
- 1988 – Blücher
- 1989 – Tidlös kärlek
- 1991 – Kvitebjørn kong Valemon

## Teater

### Roller (ej komplett)
| År   | Roll     | Produktion                        | Regi       | Teater              |
| ---- | -------- | --------------------------------- | ---------- | ------------------- |
| 1964 | Herakles | Herakles och Amazonerna Benn Levy | Tore Karte | Fredriksdalsteatern |